# Skogtorpa
Skogtorpa, Skog(s)torpa rote, är en äldre ortsbenämning för den västligaste delen av Lindome socken. Roten var en delvis militär beteckning, och som dansk gränsmark mot Sverige hade man tidvis krav på sig att ställa upp med häst och trupp för att skydda riksgränsen. Befolkningen i området bodde i byarna Långås, Dunsered, Högsered, Kimmersbo och Hällesås, som låg långt från slättbygderna i den centrala delen av socknen. Ibland räknas även Humlekärr, Torkelsbohög och Fagered till Skogtorpa.
Benämningen Skogtorpa används sällan numera. Bygdens tidigare avskildhet har radikalt förändrats genom den länsväg som anlades på 1930-talet och senare både asfalterats och breddats. Spridd villabebyggelse har på senare år tagit över efter de tidigare byarna, och längst i väster finns numera flera villaområden. Resten av bygden ligger dock inom Sandsjöbacka naturreservat, något som gjort att områdets lantliga karaktär i stort sett kunnat bevaras.

## Historik

### Gränsbygd
I området finns spår efter bosättningar sedan yngre (i några fall från äldre) stenåldern. Dalgångarna befinner idag sig på cirka/knappt 50 m ö.h., medan de ofta ljungklädda bergen på sina ställen når upp mot 100 m ö.h. Efter senaste istiden tillhörde området de delar av Göteborgsregionen som låg kring den dåtida högsta kustlinjen, och här finns gott om olika slags morän.
Detta har i långa tider varit en avsides belägen gränsbygd, först belägen vid Hallands/Danmarks norra gräns mot Västergötland/Sverige. I slutet av 1500- och början av 1600-talet ägde tre svensk-danska gränsmöten rum vid Flabäcken, som rinner upp i Flaksjö (lokalt benämnd Flagsjön) i norra delen av Skogtorpa. Sedan mitten av 1600-talet är både Lindome och Halland del av Sverige, och Skogtorpa är inte längre en gränsbygd mellan länder. Skogtorpa tillhörde dock länge den nordligaste delen av Hallands län, och från 1971 kom den att tillhöra den sydligaste delen av Göteborgs och Bohus län. Den forna sockenroten utgörs idag av den sydvästligaste delen av Mölndals kommun, och den gränsar till både Göteborgs kommun och Kungsbacka kommun. Skogtorpa är idag den västligaste delen av Lindome församling, med gräns mot Kållereds, Askims, Släps och Tölö församlingar. Förr bildade roten den västligaste delen av Lindome socken, med gräns mot Kållereds, Askims, Släps och Tölö socknar.
De glest befolkade gränsmarkerna i västra delen av Lindome socken hade strategisk betydelse med här och var förekomst av stationerad trupp. Exempelvis fanns (danskt) reglemente om att man i äldre tid i Långås skulle hålla kronan med häst.

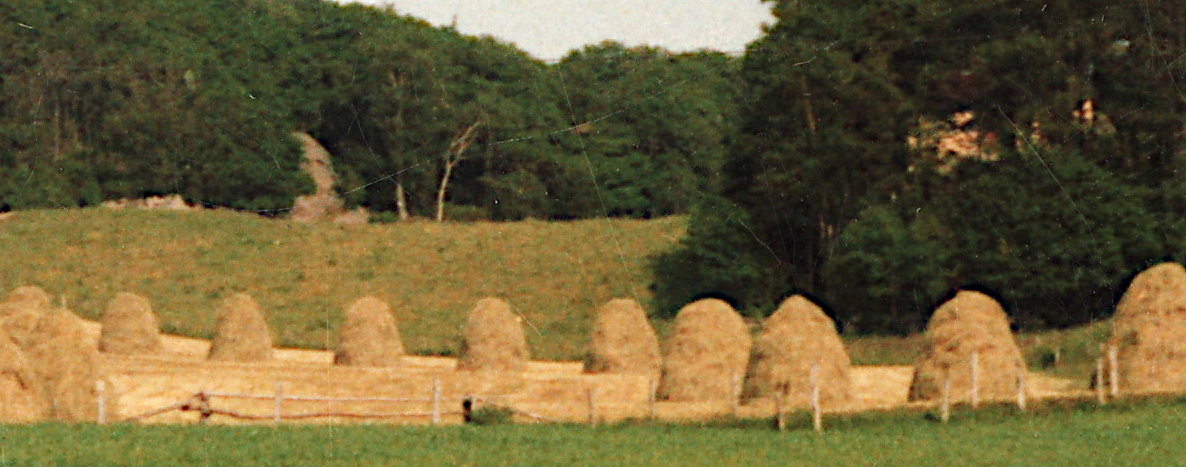
Skogtorpa har varit befolkat av jordbrukare sedan 1200-talet. Enstaka jordbrukare har under 1900-talet regelmässigt torkat hö på stackstoder (lokalt benämnda ryttare eller ryttarehässjor), på bilden från år 1987.

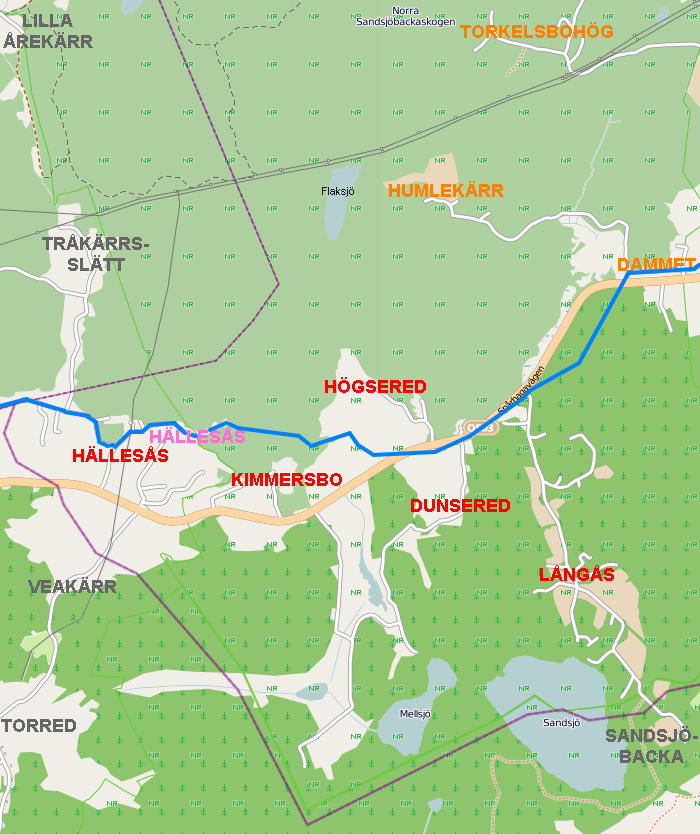
Karta över Skogtorpa, med skog/bergshedar i grönt, öppen mark i vitt och den nuvarande genomfartsleden (länsväg O 503, "Lindomevägen"/"Spårhagavägen") i beige.
·Rött – byar/gårdar inom roten
·Orange – byar/gårdar som ibland räknats till roten
·Rosa – äldre byplacering
·Grått – byar/gårdar i grannsocknar
·Blått – gamla Lindomevägens sträckning
·Lila – gräns för nuvarande Mölndals kommun, tillika rotens/socknens gräns i väster och söder
·Flaksjö – gränssjö mot Kållereds socken i norr/nordväst

### Byar och gårdar
Långås var ett av "skogstorpen" i Skog(s)torpa rote. Området befolkades permanent på medeltiden (1200-talet[källa behövs]), och så småningom bildades ett antal mindre byar: Hällesås, Kimmersbo, Högsered, Dunsered och Långås. Längst i öster i området ligger Dammet, Humlekärr, Torkelsbohög och Fagered som ibland räknas med i Skogtorpa. Gårdarnas gårdsplaner blev helt eller delvis stenlagda. De äldre bostadshusen var/är enkeltimrade, och kring den traditionella entrédörren finns ett öppet bislag med figursågad portal och med små sidobänkar inuti.
Under första halvan av 1800-talet splittrades flera av byarna genom de svenska skiftesreformerna. Det drabbade bland annat Hällesås, Långås och Högsered (den utflyttade gården bildade Skollorna (Skollera i lokalt tal). I många fall var det bara enstaka gårdar som flyttades ut. Bland annat består Kimmersbo, Dunsered och Högsered än idag av två gårdar som ligger tätt ihop.
I både Skogtorpa och i andra delar av Lindome socken är det vanligt med stensatta gårdsplaner vid manshus och ladugård.

### Verksamhet
De små gårdarna i Skogtorpa ägnade sig åt olika sorters näringar. På grund av de dåliga vägförbindelserna var det mest produktion och livsmedel för husbehov. De låglänta, odikade markerna var ofta sanka och användes mest som betesmark för kreaturen. De djupa dalarna, som är en del av det bohuslänska sprickdalslandskapet, genomflyts än idag av ett antal sjöar – bland annat Sandsjö, Mellsjö, Utesjö, Hålevatten och Flagsjö. Djuren gick även på bergen, där det fanns/finns vidsträckta ljunghedar.
Ljunghedarna bidrog också till färgen på Skogtorpas honungsproduktion. Lindome (det ursprungliga Ljunghem) socken var en av Hallands största producenter av ljunghonung, och i Skogtorpa har bland annat Högsered varit lokalt kända för sin honungsproduktion. På Kimmersbo finns fortfarande en lycka med namnet Bialycka ('Bilyckan').
Dessutom producerades möbler, liksom på gårdarna i övrigt i socknen. I Skogtorpa var det både stolar och soffor, både för egen/lokal konsumtion och för avsalu nere i Lindome.
Idag är större delen av Skogtorpa-området del av Sandsjöbacka naturreservat. Hela Långås, Dunsered, Högsered och i det närmaste hela Kimmersbo marker ligger inom reservatets gränser, liksom delar av Hällesås skogsmarker. Det aktiva jordbrukandet på de små gårdarna har (år 2012) i många fall upphört. Runt reservatet byggs radhusområdena allt tätare, medan villaägarna inom naturreservatets gränser pendlar till arbetsplatserna i de omgivande orterna. Dessutom finns ett antal sommarstugeområden. I den västligaste delen av Skogtorpa finns idag både småorten Hällesås och en del av den nya, kommunöverskridande tätorten Gundal och Högås.
Från år 2012 pågår bygge av ett nytt villaområde, i den västligaste delen av de båda gårdarna Kimmersbos tidigare marker. Bygget sker direkt väster om gränsen för Sandsjöbacka naturreservat. Dessutom har ambitiösa planer för en "ekoby" presenterats, planerad att förläggas på Hällesås centrala gärde. Ekobyplanerna har dock stött på motstånd, i och med att de skulle bidra till att skapa en tätort i anslutning till naturreservatet.

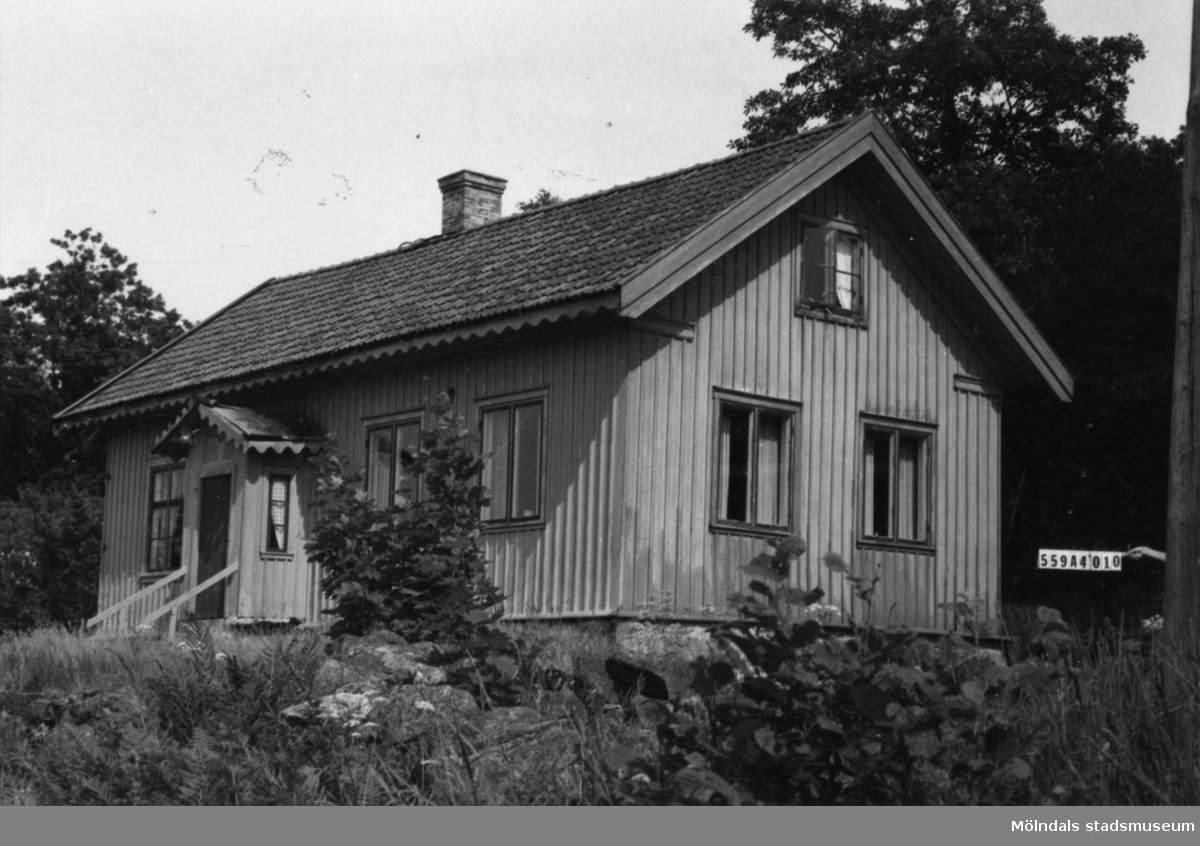
Dunsereds tidigare folkskola 1968, då ombyggd till villa.

Det fanns tidigare en folkskola i Dunsered, nära den stora vägen. Skolan byggdes 1878 och innehöll en skolsal samt lärarbostad. Skolhuset är numera ombyggt till villa.

## Kommunikationer
Området genomlöps idag av en övrig länsväg. Den delen av vägen som går österut mot Lindome kallas Spårhagavägen (länsväg O 503), medan delen som går västerut mot Snipen kallas Lindomevägen (länsväg N 961). Vägen byter benämning i mitten, där den skär genom gränsen mellan Västra Götalands län och Hallands län.
I nord-sydlig riktning är kommunikationerna lite sämre, med endast ett par (mindre) bilvägar. Via utmarken i Spekhult gick förr en mindre farväg söderut, mot gårdarna Skogen (Släps socken) och Grönabur (Tölö socken). En motsvarande farväg (numera cykelväg) ledde från Hällesås norrut till Årekärr. I sydväst leder Veakärrsvägen via Torred ut mot Kullavik.

### Nya och gamla Spårhagavägen
Västerut från Hällesås (förbi området Gräshagen) löper en idag asfalterad villaområdesväg som i väster åter förenas med länsväg 503. Den löper längs med den gamla sträckningen av Spårhagavägen, det vill säga den gamla häradsvägen. Dagens sträckning av Spårhagavägen kom till först på 1930-talet. Vägen byggdes 1936-38, som ett beredskapsarbete hos Statens Arbetslöshetskommission, och där deltog också stenarbetare från Bohuslän som var vana vid sprängarbeten. Dessutom körde de lokala bönderna sten med häst och vagn till vägbygget. Sten bröts på lokala små stenbrott, bland annat på Kimmersbo. Den ursprungliga grusvägen blev asfalterad först i slutet på 1950-talet.
Den nya Spårhagavägen fick en rakare dragning och drogs utan att gå runt de låglänta, tidigare ofta väglösa sänkorna. Den ursprungliga Spårhagavägen/Lindomevägen hade i sina centrala delar en helt annan sträckning; den ansluter till den gemensamma vägsträckningen öster om Långås och nere vid Gundal. "Gamla Lindomevägen" var en häradsväg (den har ibland kallats "gamla häradsvägen") och gick från Spårhaga i väster till Bollebygd i öster; än idag fortsätter länsvägen österut från Lindome med samma numrering. Den gamla häradsvägens separata sträckning syns än här och var som gårdsväg, skogsväg eller villaområdesväg (genom Gräshagen).